# ورد قلمي
ورد قلمي (الاسم العلمي:Rosa stylosa) هو نوع من النباتات يتبع جنس الورد من الفصيلة الوردية.